# Krzeczkowa
Krzeczkowa – wieś w Polsce położona w województwie podkarpackim, w powiecie przemyskim, w gminie Krasiczyn. Leży nad Krzeczkowskim Potokiem dopływem Olszanki.
Wołoska wieś królewska położona była w 1589 roku w starostwie przemyskim w ziemi przemyskiej województwa ruskiego. W latach 1975–1998 miejscowość administracyjnie należała do województwa przemyskiego.